# Pirokineza
Pirokineza (z gr. pûr – ogień, błyskawica oraz kínesis – ruch) – rzekoma umiejętność wzniecania ognia siłą woli, zaliczana do kategorii zjawisk paranormalnych. W niektórych przypadkach mówi się o pełnej kontroli nad płomieniami (np. temperatura, ukierunkowanie, moc itp.) lub nieświadomym użyciu zdolności (m.in. tzw. „ludzkie pochodnie”), a także umiejętności podnoszenia temperatury w danym pomieszczeniu lub skupieniu ciepła na przedmiocie. Podobnie jak w przypadku innych zjawisk paranormalnych, nie istnieją rzetelne naukowe dowody potwierdzające istnienie tego zjawiska, a wiara w jego istnienie opiera się tylko na relacjach świadków.
Postacie posługujące się pirokinezą występują m.in. w serii komiksów oraz filmów o Fantastycznej Czwórce, gdzie mężczyzna o imieniu Johnny Storm otrzymuje zdolność kontroli nad ogniem jako "Ludzka Pochodnia", oraz w serialu „Riverdale”, w którym postać Cheryl Blossom grana przez Madelaine Petsch w 6 sezonie zostaje oficjalnie okrzyknięta pirokinetyczką. Nazwa zjawiska została spopularyzowana przez Stephena Kinga w książce Podpalaczka.